# Rebecca bat Meir Tiktiner
Rebecca bat Meir Tiktiner, död 1605, var en polsk-judisk jiddischtalande författare. Hon är känd för sin avhandling om judisk etik enligt samma stil som musarlitteratur, samt en dikt om Simchat Torah.